# 1010 w polityce

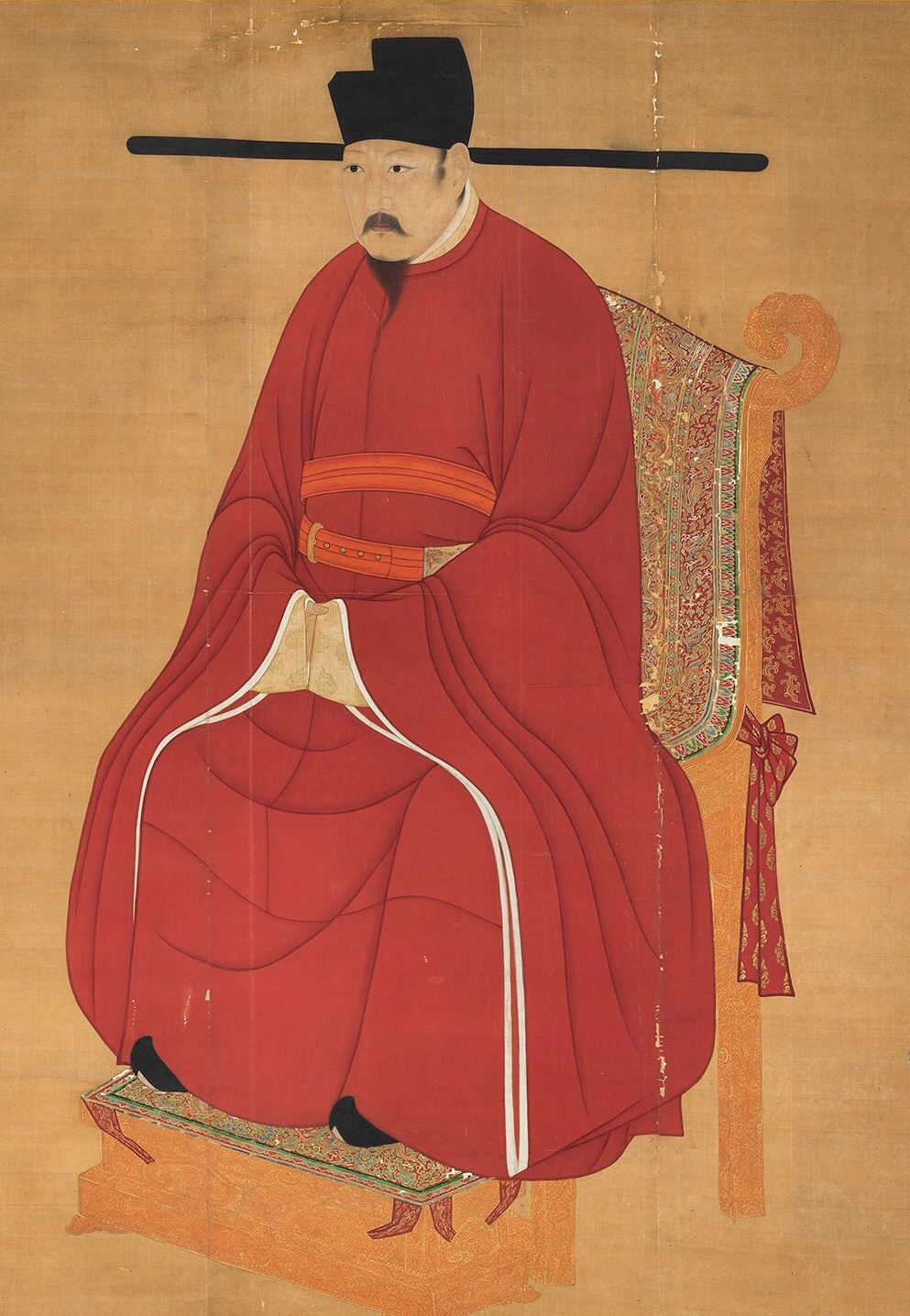
Cesarz Renzorg

Wydarzenia polityczne w 1010 roku.

## Wydarzenia
- Podczas wyprawy na Polskę, wobec niemożności sforsowania Odry, Henryk II Święty łupi Dolny Śląsk[1].

## Urodzili się
- Michał IV Paflagończyk, cesarz Bizancjum (zm. 1041)[2].
- Renzong, cesarz Chin z dynastii Song[3].